# San Siro (quartier de Milan)
Pour les articles homonymes, voir San Siro.
San Siro (en français, saint Syrus, San Sìr en dialecte milanais) est un quartier de Milan, en Lombardie (Italie), situé dans la partie ouest de la ville et faisant partie de la zone 7. Anciennement, c’était un quartier rural faisant partie de l'ex commune de Corpi Santi di Milano, avant d'être rattaché à la ville de Milan en 1873.
Le quartier est délimité au nord par Lampugnano (it) et QT8 (it), à l’est par la Foire de Milan, à l’ouest par Trenno (it), et au sud par la Vie Novara et la Via Rembrandt.

## Histoire
Aujourd'hui, rien ne subsiste de l'ancien quartier : l'unique monument important est l'abside de l'église de San Siro, déclarée monument national en 1911 et proche d’un cours d’eau, la Vepra (affluent de l'Olona). 
La façade de l'église a été remplacée par la Villa Triste, une maison construite en 1944 et siège de l'Institut de la Congrégation des sœurs missionnaires de l'Immaculée depuis 1945.
La plupart des bâtiments du quartier ont été réalisés dans la deuxième moitié du XXe siècle.

## Équipements sportifs
San Siro est le quartier où se trouve le Stade Giuseppe-Meazza, dans lequel jouent les clubs de football Associazione Calcio Milan et FC Internazionale Milan.
Il y a aussi, proche du stade, un grand hippodrome réputé pour le trot et le galop. Il existait un Palasport, détruit en 1985 par des chutes de neige exceptionnelles.